# W noc i w dzień. Nagrania archiwalne z lat 1969–1972
W noc i w dzień. Nagrania archiwalne z lat 1969–1972 – trzypłytowy album kompilacyjny zawierający komplet nagrań radiowych, telewizyjnych i koncertowych zespołu Dżamble z lat 1969–1972, 1990. Antologia ukazała się nakładem wydawnictwa Kameleon Records.
Muzyczne wcielenie grupy z tego okresu to m.in. połączenie jazz-rocka, rhythm and bluesa i muzyką klasycznej z tzw. klimatami krakowskimi, które można nazwać poezją śpiewaną, ponieważ do większości z nich, teksty napisali poeci: Adam Kawa, Tadeusz Śliwiak i Leszek Aleksander Moczulski, a także Jerzy Ficowski i Tomasz Hołuj. W niniejszym zbiorze nagrań pominięto 9 utworów, które trafiły na longplay zatytułowany Wołanie o słońce nad światem. Ponieważ zawarte są one tutaj w wersjach radiowych. 
Poza kompletem nagrań radiowych grupy na albumie znalazły się niepublikowane cykle piosenek okolicznościowych, zarejestrowanych dla potrzeb programów: Ekran z bratkiem i Szabla i rapier oraz 5 coverów utworów zachodnich wykonawców, zarejestrowanych przez Dżamble w 1969 (Mercy Mercy Mercy) i w 1971 roku (The Shadow of Your Smile, Feelin' Alright, dwie wersje Rambling On My Mind i Who Knows What Tomorrow's May Bring), a także zbiór nagrań koncertowych z kompletnymi rejestracjami występów zespołu z festiwali: Opole 1969, Jazz Jamboree 1969 i Jazz nad Odrą 1971.
Jako dodatek specjalny zamieszczono też trzy nagrania wykonane przez reaktywowane Dżamble z myślą o występie w autorskim programie Krzysztofa Haicha z cyklu Haich Life (TVP3 Kraków, 1990). Materiał wykorzystany z myślą o tym trzypłytowym wydawnictwie został został zremasterowany z taśm-matek. Dwudziestostronicowa książeczka zawiera esej na temat historii i twórczości zespołu, który powstał w oparciu o wywiad z Marianem Pawlikiem przeprowadzony z myślą o tym wydawnictwie.

## Lista utworów[1]

### CD 1: Nagrania radiowe z lat 1969–1970[2][4]
1. „Chciałbyś się zabawić” (muz. Jerzy Horwath – sł. Andrzej Zaucha) – 2:25
2. „W noc i dzień” (muz. Marian Pawlik – sł. Adam Kawa) – 2:38
3. „Wymyśliłem ciebie” (muz. Jerzy Horwath – sł. Adam Kawa) – 3:07
4. „Opuść moje sny” (muz. Jerzy Horwath – sł. Adam Kawa) – 2:58
5. „Pozwól mi” (muz. Jerzy Horwath – sł. Tadeusz Śliwiak) – 5:59
6. „Wpatrzeni w siebie” (muz. Marian Pawlik – sł. Adam Kawa) – 2:56
7. „Mercy, Mercy, Mercy” (muz. Joe Zawinul) – 4:19
8. „Drogi nie odnajdę” (muz. Jerzy Horwath – sł. Adam Kawa) – 5:15
9. „Sami” (muz. Tomasz Stańko – sł. Jan Polewka) – 2:49
10. „Za parę dźwięków” (muz. Michał Urbaniak) – 4:07
11. „Nieobecność” (muz. Jerzy Satanowski – muz. Jonasz Kofta) – 3:58
12. „Masz przewrócone w głowie” (muz. Marian Pawlik – sł. Leszek Aleksander Moczulski) – 3:15
13. „Naga rzeka” (muz. Jerzy Horwath, Andrzej Zaucha – sł. Jerzy Ficowski) – 4:31
14. „Wołanie o słońce nad światem” (muz. Marian Pawlik – sł. Leszek Aleksander Moczulski) – 10:17
15. „Dziewczyna, w którą wierzę” (muz. Jerzy Horwath – sł. Leszek Aleksander Moczulski) – 5:02
16. „Hej, pomóżcie ludzie” (muz. Marian Pawlik – sł. Leszek Aleksander Moczulski) – 2:37
17. „Muszę mieć dziewczynę” (muz. Marian Pawlik – sł. Leszek Aleksander Moczulski) – 3:13
18. „Szczęście nosi twoje imię” (muz. Jerzy Horwath, Marian Pawlik – sł. Tadeusz Śliwiak) – 3:17
19. „Święto strachów” (muz. Jerzy Horwath – sł. Tadeusz Śliwiak) – 5:21

- Polskie Radio (1969: 1-9), (1970: 10-19)

### CD 2: Nagrania radiowe i telewizyjne z lat 1969–1972[2][4]
1. „Nekrologi” (muz. Andrzej Zaucha – sł. Tomasz Hołuj) – 2:58
2. „Zakochani staruszkowie” (muz. Marian Pawlik – sł. Tomasz Hołuj) – 3:22
3. „Słońce nad My-Lai” (muz. Marian Pawlik – Leszek Aleksander Moczulski) – 3:36
4. „Pieśń dokerów w Luandzie” (muz. Jerzy Horwath – sł. Leszek Aleksander Moczulski) – 5:20
5. „Strzelecki kurek” (muz. Jerzy Kaszycki – sł. Tadeusz Śliwiak) – 2:21
6. „Dom Matejki” (muz. Jerzy Kaszycki – sł. Tadeusz Śliwiak) – 2:03
7. „Królewski łup” (muz. Jerzy Kaszycki – sł. Tadeusz Śliwiak) – 1:45
8. „Hejnał Mariacki” (muz. Jerzy Kaszycki – sł. Tadeusz Śliwiak) – 1:25
9. „Kopalnia soli” (muz. Jerzy Kaszycki – sł. Tadeusz Śliwiak) – 2:06
10. „Świąteczny rynek” (muz. Jerzy Kaszycki – sł. Tadeusz Śliwiak) – 2:32
11. „Kopernik w Krakowie” (muz. Jerzy Kaszycki – sł. Tadeusz Śliwiak) – 2:34
12. „The Shadow of Your Smile” (muz. Johnny Mandel – sł. Paul Francis Watson) – 3:56
13. „Feelin’ Alright” (muz. i sł. Dave Mason) – 4:04
14. „Ramblin’ on My Mind” (muz. i sł. Robert Johnson) – 2:21
15. „Who Knows What Tomorrow's May Bring” (muz. i sł. Jim Capaldi, Steve Winwood, Chris Wood – 3:22
16. „Nie masz też tu nad jednego” (opr. muz. Dżamble – autor tekstu nieznany) – 2:14
17. „Zabiegał pod Przemyśl Szwedowi” (opr. muz. Dżamble – autor tekstu nieznany) – 1:32
18. „Jakim sposobem sprawa taka” (opr. muz. Dżamble – autor tekstu nieznany) – 1:16
19. „A to teraz Czarnecki kasztelan Kijowski” (opr. muz. Dżamble – autor tekstu nieznany) – 0:44
20. „Zabiegał po Przemyśl Szwedów” (opr. muz. Dżamble) – 1:38
21. „Ramblin’ on My Mind” (muz. i sł. Robert Johnson) (wersja telewizyjna) – 5:46

### Dodatek specjalny: Nagrania zrealizowane dla TVP3 Kraków w 1990 roku[2][4]
1. „Wymyśliłem Ciebie” (muz. Jerzy Horwath – sł. Adam Kawa) – 2:51
2. „Szczęście twoje nosi imię” (muz. Jerzy Horwath, Marian Pawlik – sł. Tadeusz Śliwiak) – 3:28
3. „As Time Goes By” (muz. i sł. Herman Haupfeld) – 4:58

- Polskie Radio (1971: 1-4)
- Nagrania z programu telewizyjnego Ekran z bratkiem (1970: 5-11)
- Polskie Radio Kraków (1971: 12-15)
- Nagrania z programu TVP3 Kraków Szabla i rapier (1972: 16-20)
- Nagranie z programu TVP Wokaliści jazzowi (1971: 21)
- Nagrania z programu TVP3 Kraków Haich Life (1990: 22-24)

### CD 3: Nagrania koncertowe z lat 1969-1971[2][4]
1. „Pluton piechoty zmechanizowanej w natarciu wzmocnionej kompanią ciężkich karabinów maszynowych” (Opole 1969) – 3:33
2. „Wymyśliłem ciebie” (muz. Jerzy Horwath) (Opole 1969) – 3:02
3. „Sami” (muz. Tomasz Stańko – sł. Jan Polewska) (Opole 1969) – 3:14
4. „Otyły jegomość” (muz. i sł. Marian Pawlik) (Opole 1969) – 2:00
5. „Pozwól mi” (muz. Jerzy Horwath – sł. Tadeusz Śliwiak) (Jazz Jamboree 1969) – 9:32
6. „Wołanie o słońce nad światem” (muz. Marian Pawlik – sł. Leszek Aleksander Moczulski) (Jazz Jamboree 1969) – 11:47
7. „Pieśń dokerów w Luandzie” (muz. Jerzy Horwath – sł. Leszek Aleksander Moczulski) (Jazz nad Odrą 1971) – 14:57
8. „Feelin' Alright” (muz. i sł. Dave Mason) (Jazz nad Odrą 1971) – 6:22
9. „Wołanie o słońce nad światem” (muz. Marian Pawlik – sł. Leszek Aleksander Moczulski) (Jazz nad Odrą 1971) – 11:13

- Utwory 1-4 nagrano podczas koncertu Popołudnie z młodością w ramach VII KFPP w Opolu, 26 czerwca 1969 roku
- Utwory 5-6 nagrano podczas XII Festiwalu Jazz Jamboree, 18 października 1969 roku
- Utwory 7-9 nagrano podczas Koncertu laureatów podczas VIII Festiwalu Jazz nad Odrą, 14 marca 1971 roku
- Polskie Radio (1-6), Polskie Radio Wrocław (7-9)

- Czas łączny: 211:56

## Skład zespołu[1]
- Andrzej Zaucha – śpiew, instrumenty perkusyjne
- Jerzy Horwath – fortepian, organy, klawesyn
- Marian Pawlik – gitara basowa, gitara
- Benedykt Radecki – perkusja (CD 1: 1-19; CD 2: 5-11; CD 3: 1-6)
- Jerzy Bezucha – perkusja (CD 2: 1-4, 12-21; CD 3: 7-9)

## Gościnnie[1][4]
- Studio Jazzowe Polskiego Radia p/d Jana Ptaszyna Wróblewskiego (CD 1: 10, 11)
- Włodzimierz Nahorny – saksofon altowy (CD 1: 11)
- Janusz Muniak – flet (CD 1: 13, 18), saksofon (CD 1: 18)
- Marek Bliziński – gitara (CD 2: 21)
- Grzegorz Schneider – perkusja (CD 2: 22-24)
- Michał Urbaniak – saksofon altowy, saksofon tenorowy (CD 3: 6)
- Janusz Stefański i Jerzy Bartz – instrumenty perkusyjne (CD 3: 7)

## Opracowanie[4]
- Redakcja, opracowanie graficzne, mastering – Paweł Nawara
- Koordynacja projektu – Marek Trepko
- Kolorowanie i obróbka zdjęć – Katarzyna Jasińska
- Zdjęcia – Stanisław Gołąb, Marek Karewicz, Jacek Stokłosa, Adam Bujak, Jerzy Strzeszewski, archiwum zespołu